# Miss & Mister France Sourds
 (décembre 2022).
Miss & Mister France Sourds (MMFS) est un concours de beauté féminin et masculin. Ce concours ouvre droit, pour la gagnante et le gagnant, au titre annuel de Miss France Sourde et Mister France Sourd.
Le concours est qualificatif pour Miss & Mister Deaf World.

## Histoire
La mise en place de cette élection fait suite à celle de Miss & Mister Deaf World qui existe depuis 2001,. Elle a pour objectif « de porter les valeurs de la beauté et de la culture sourde, et de changer le regard porté sur la communauté sourde ». Selon une autre source, il s'agit de « valoriser la beauté de la femme et de l’homme sourds, mais aussi de valoriser la culture sourde ». L'élection est organisée selon les mêmes codes que d'autres concours de beauté, avec une différence notable : toute la communication se fait en langue des signes, interprétée pour le public entendant,.

### Miss et Mister France sourds
En avril 2010, l’association Carpe Diem Deaf, initialement constituée pour recueillir en vue d'organiser un trophée automobile féminin, organise une première manifestation dénommée « Miss France Deaf », avec pour objectif de promouvoir les femmes sourdes. Julie Abbou est la première Miss élue, avant d'être la même année également élue au concours de « Miss Deaf International »,. 
À compter de 2011, l'élection est organisée, de même que celle d'un « Mister France Sourd », par une association créée à cet effet, Miss & Mister France Sourds, dans le cadre d'un partenariat avec Miss Deaf International et Miss Deaf World & Europe,.

### Marraine
Sophie Vouzelaud, une sourde élue 1re dauphine à l'élection de Miss France 2007 ayant saisi la HALDE pour discrimination à l'élection de Miss Monde,,, est la marraine du concours,,,

## Conditions d'éligibilité
Pour être éligible au titre de Miss France Sourde, il faut avoir entre 18 et 30 ans, être célibataire et mesurer au moins 1,60 m ; pour le titre de Mister France Sourd, il faut avoir entre 18 et 35 ans, être célibataire et mesurer au moins 1,65 m.

## Lauréats

### Miss France Sourde
- 2010 : Julie Abbou[10].

- 2011 : Inès Ben Hassine[24].

- 2012 : Férial Zenzelaoui[25].

- 2013 : Marianne Queval[26].

- 2014 : Gwendoline Thibaudat[27],[28],[29].

- 2015 : Déborah Paul[réf. souhaitée].

- 2016 : Yvana Notin[30].

- 2017 : Sophia Oukbir[6],[31],[32].

- 2018 : Kristina Korotkaya[réf. souhaitée].

### Mister France Sourd
- 2011 : Alexandre Lanfranchi[33].

- 2012 : Cédric Issartel[34].

- 2013 : Patrick Hocheker[réf. souhaitée].

- 2014 : Quentin Forest[27],[29].

- 2015 : Kenny Balczesak[35].

- 2016 : Kevin Petit[36],[37],[38].

- 2017 : Bagou Chehiban[39]

- 2018 : Cyril Jacquemin[réf. souhaitée].